# Nacaduba
Genre
Nacaduba est un genre de lépidoptères (papillons) asiatiques et océaniens de la famille des Lycaenidae et de la sous-famille des Polyommatinae.

## Taxonomie
Le genre Nacaduba a été décrit par l'entomologiste britannique Frederic Moore en 1881.
Il a pour synonymes :
- Pepliphorus Hübner, 1819
- Hypojamides Riley, 1928
- Peplodyta Toxopeus, 1929

## Répartition
Les espèces du genre Nacaduba sont présentes en Asie du Sud et du Sud-Est et en Océanie.

## Liste des espèces
Selon FUNET Tree of Life (2 juillet 2020) :
- Nacaduba angelae (Cassidy, 1990) — à Célèbes.
- Nacaduba angusta (Druce, 1873) — de la Birmanie à Java.
- Nacaduba asaga Fruhstorfer, 1916 — à Bornéo.
- Nacaduba berenice (Herrich-Schäffer, 1869) — de l'Inde à l'Australie.
- Nacaduba beroe (C. & R. Felder, 1865) — de l'Inde à Java.
- Nacaduba biocellata (C. & R. Felder, 1865) — aux Nouvelles-Hébrides, à Bali et en Australie
- Nacaduba cajetani Tite, 1963 — en Indonésie.
- Nacaduba calauria (Felder, 1860) — de l'Inde à la Nouvelle-Guinée.
- Nacaduba catochloris (Boisduval, 1832) — à Tahiti.
- Nacaduba cladara Holland, 1900 — à Buru.
- Nacaduba coroneia (Fruhstorfer, 1915) — à la Nouvelle-Hanovre.
- Nacaduba cyanea (Cramer, 1775) — en Océanie, dont l'Australie.
- Nacaduba deliana (Snellen, 1892) — à Java.
- Nacaduba deplorans (Butler, 1876) — en Nouvelle-Calédonie.
- Nacaduba dyopa (Herrich-Schäffer, 1869) — aux Fidji.
- Nacaduba glauconia Snellen, 1901 — à Java.
- Nacaduba glenis Holland, 1900 — à Buru.
- Nacaduba hermus (Felder, 1860) — de l'Inde à l'Indonésie et aux Philippines.
- Nacaduba kirtoni Eliot, 1984 — en Malaisie et à Nias.
- Nacaduba kurava (Moore, 1858) — de l'Inde au Japon et à l'Australie.
- Nacaduba limbura Fruhstorfer, 1916 — aux Philippines.
- Nacaduba lucana Tite, 1963 — aux îles Vitu (en).
- Nacaduba major Rothschild, 1915 — de Java à la Nouvelle-Bretagne.
- Nacaduba mallicollo Druce, 1892 — aux Nouvelles-Hébrides, à Biak et aux îles Salomon.
- Nacaduba mioswara Tite, 1963 — à l'île Mioswaar.
- Nacaduba neaira Fruhstorfer, 1916 — aux Philippines.
- Nacaduba nerine (Grose-Smith, 1899) — en Papouasie-Nouvelle-Guinée.
- Nacaduba normani Eliot, 1969 — à Bornéo et à Célèbes.
- Nacaduba novaehebridensis Druce, 1892 — de l'Indonésie aux Nouvelles-Hébrides.
- Nacaduba ollyetti Corbet, 1947 — à Ceylan.
- Nacaduba pactolus (Felder, 1860) — de l'Inde à l'archipel Bismarck.
- Nacaduba pavana (Horsfield, 1828) — de l'Inde et du Tibet aux Philippines.
- Nacaduba pendleburyi Corbet, 1938 — de la Malaisie aux îles Riau.
- Nacaduba ruficirca Tite, 1963 — en Nouvelle-Guinée.
- Nacaduba russelli Tite, 1963 — de la Thaïlande à Bornéo.
- Nacaduba samoensis Druce, 1892 — aux Samoa et aux Fidji.
- Nacaduba sanaya Fruhstorfer, 1916 — de la Malaisie à l'Indonésie et aux Philippines.
- Nacaduba schneideri (Ribbe, 1899) — dans l'archipel Bismarck.
- Nacaduba sericina (C. & R. Felder, 1865) — aux Philippines.
- Nacaduba sinhala Ormiston, 1924 — à Ceylan.
- Nacaduba solta Eliot, 1955 — en Malaisie et à Sumatra.
- Nacaduba subperusia (Snellen, 1896) — de la Malaisie aux Louisiades.
- Nacaduba sumbawa Tite, 1963 — à Sumbawa.
- Nacaduba tahitiensis Hara & Hirowatari, 1989 — à Tahiti.
- Nacaduba taiwana Matsumura, 1919 — à Taïwan.
- Nacaduba takamukuana Matsumura, 1919 — à Taïwan.
- Nacaduba tristis Rothschild, 1916 — en Indonésie et en Papouasie-Nouvelle-Guinée.
- Nacaduba zaron Müller, 2002 — en Nouvelle-Irlande.

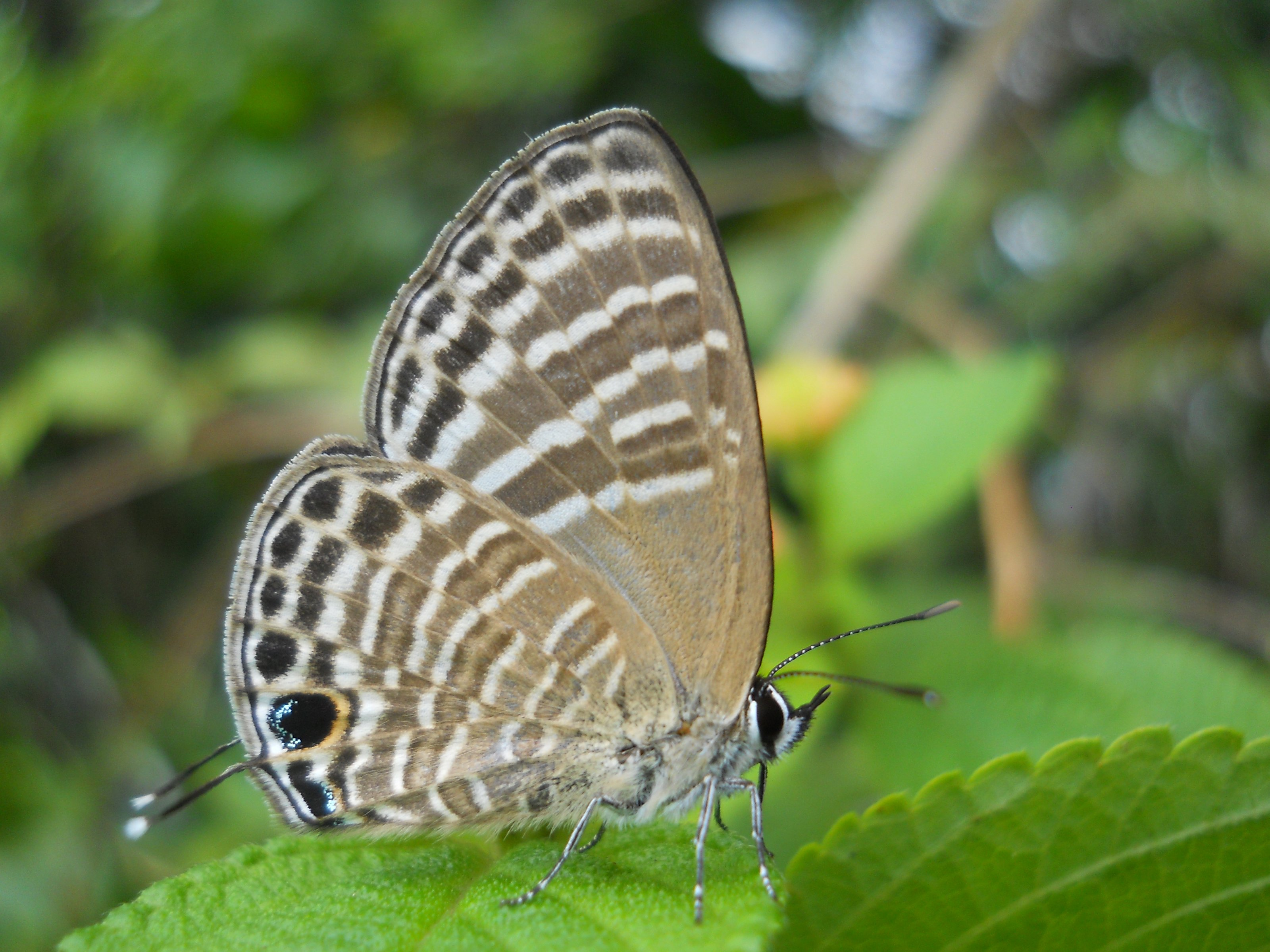
Nacaduba angusta
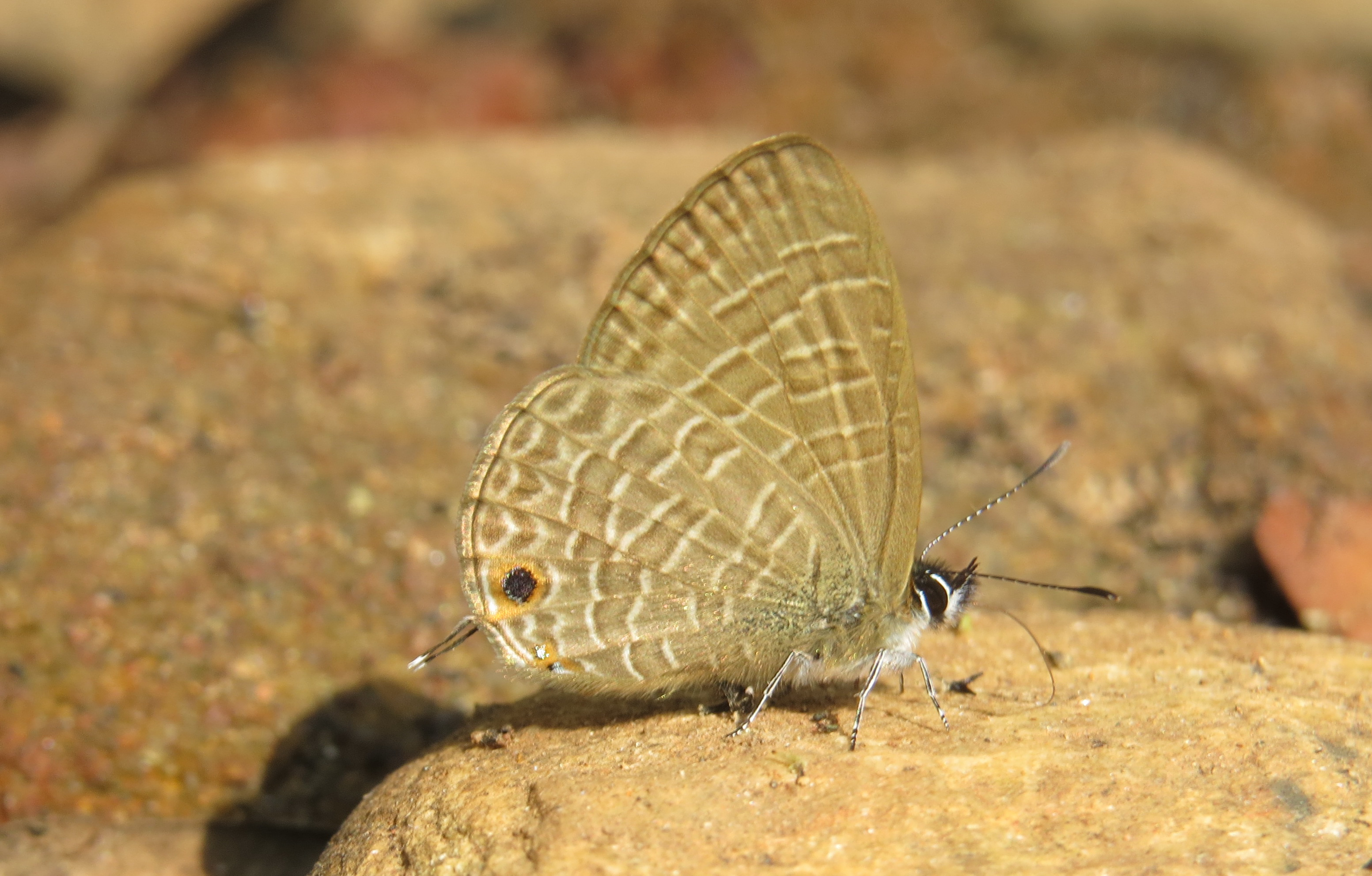
Nacaduba beroe
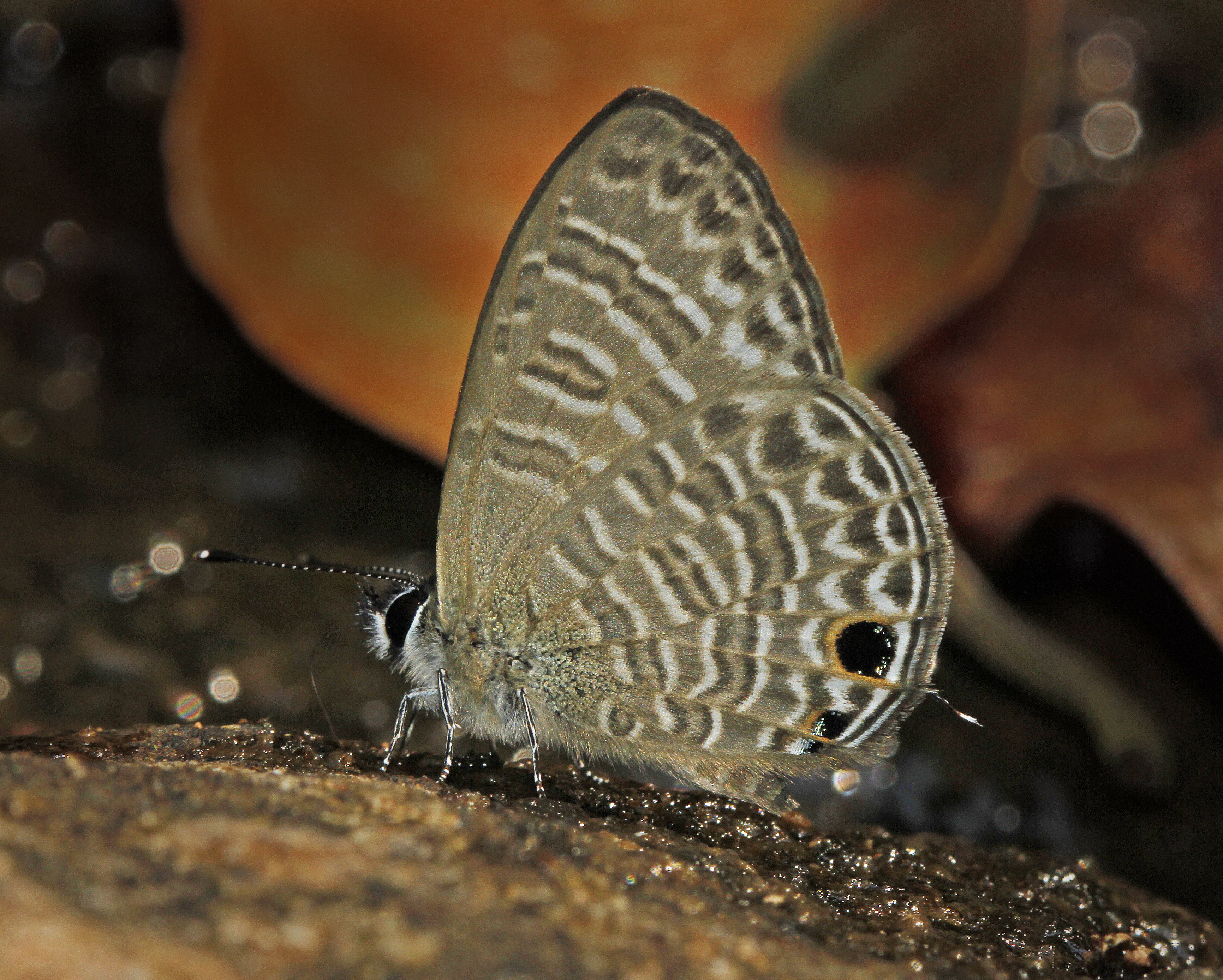
Nacaduba calauria
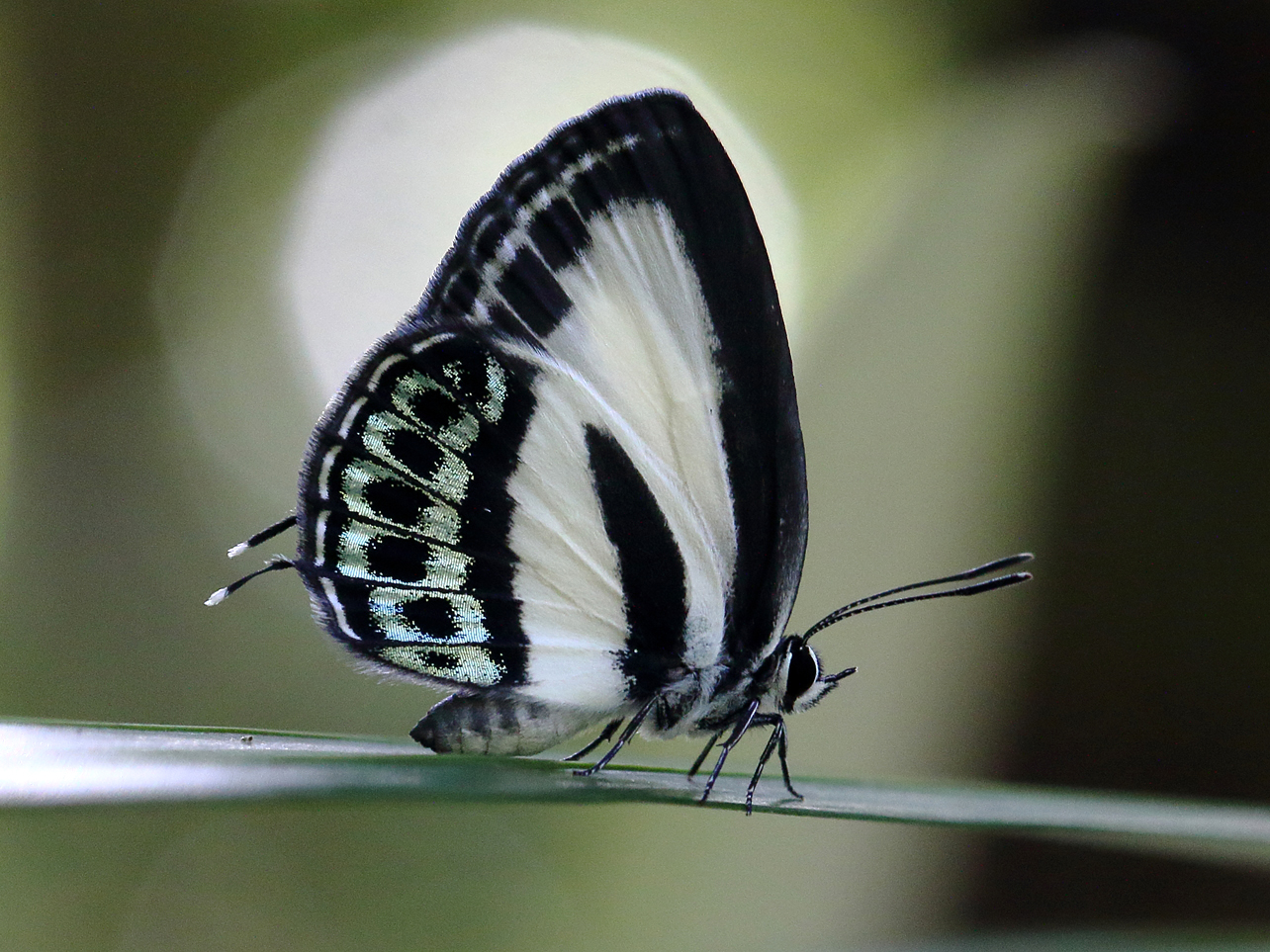
Nacaduba cyanea
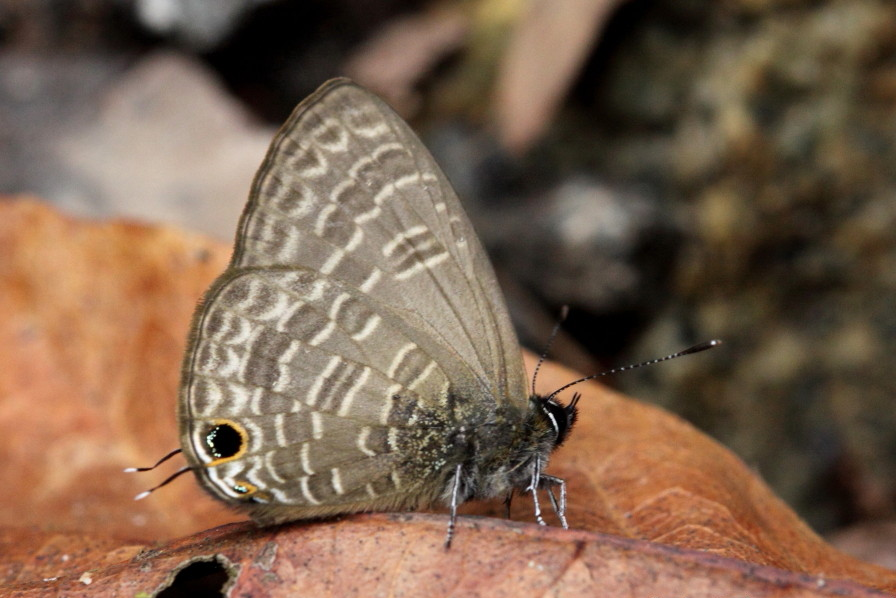
Nacaduba hermus
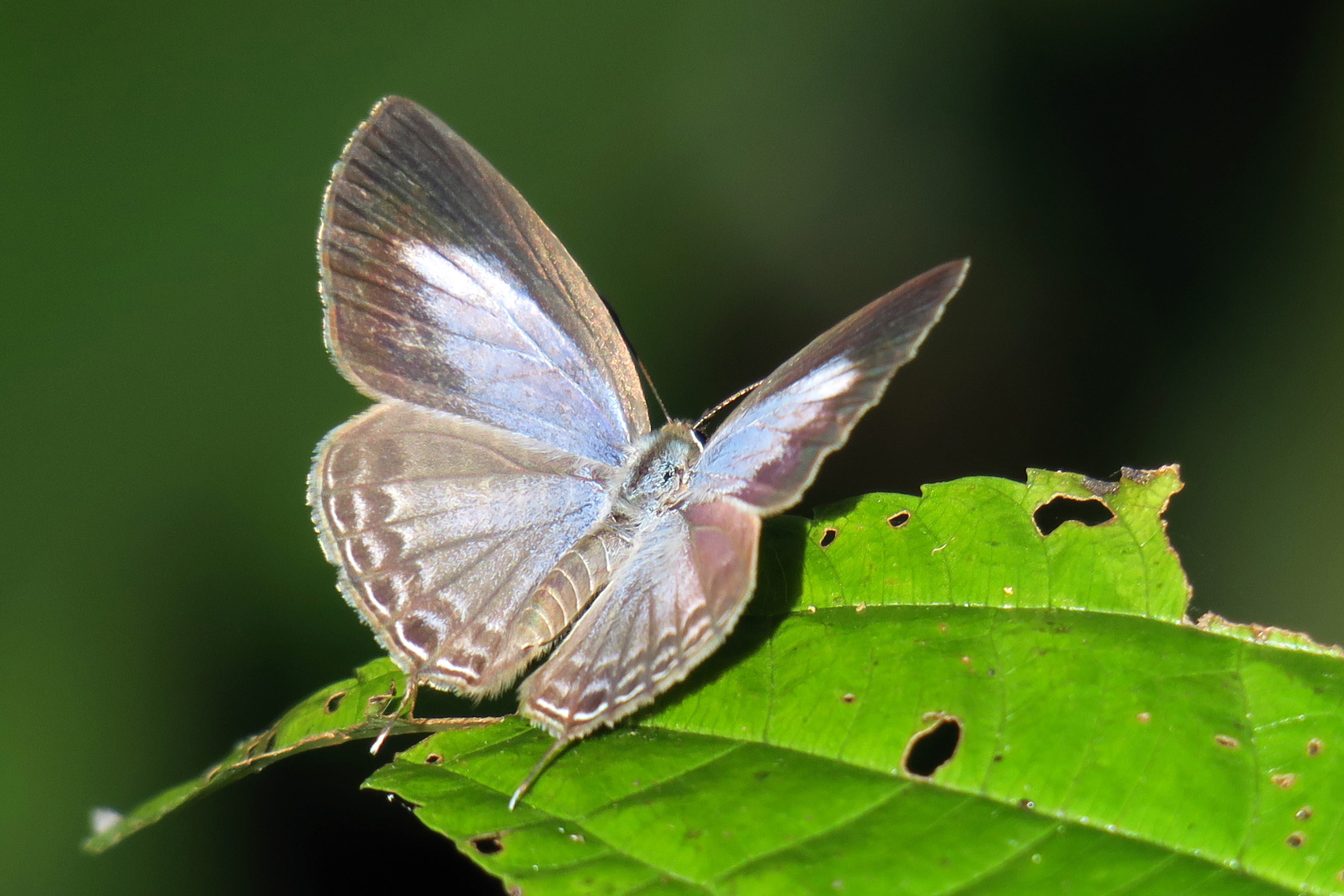
Nacaduba kurava
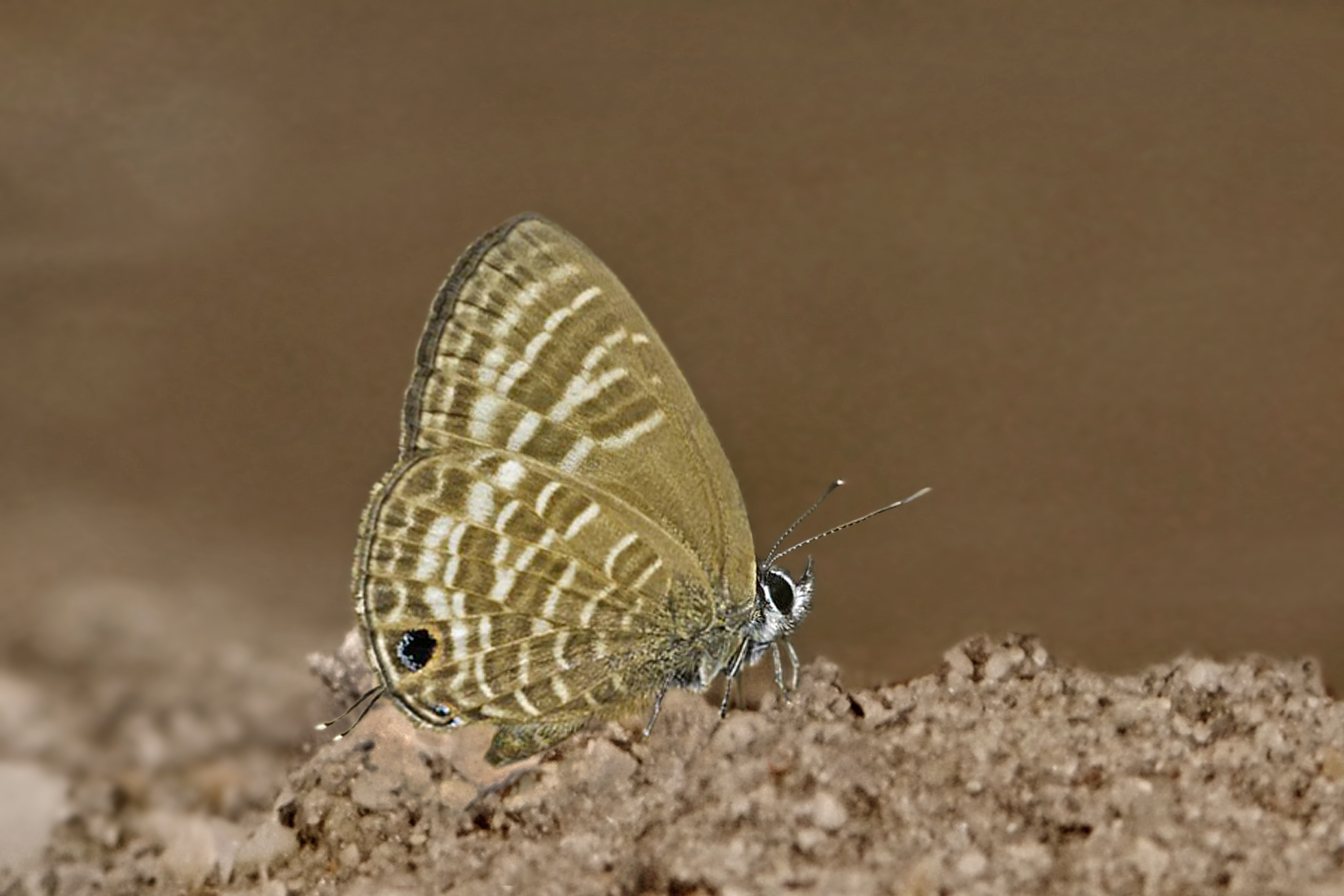
Nacaduba pactolus